# Alexander Krull
Alexander Krull (Ludwigsburg, 31 luglio 1970) è un cantante, musicista e produttore discografico tedesco membro dei gruppi metal Atrocity e Leaves' Eyes.
Fino al 2016, era sposato con Liv Kristine.

## Discografia
Atrocity

Leaves' Eyes